# Пщонкі
Пщонкі (пол. Pszczonki, нім. Schonke) — село в Польщі, у гміні Бичина Ключборського повіту Опольського воєводства.
Населення — 135 осіб (2011).

## Демографія
Демографічна структура станом на 31 березня 2011 року:
|          | Загалом | Допрацездатний вік | Працездатний вік | Постпрацездатний вік |
| -------- | ------- | ------------------ | ---------------- | -------------------- |
| Чоловіки | 62      | 10                 | 43               | 9                    |
| Жінки    | 73      | 19                 | 37               | 17                   |
| Разом    | 135     | 29                 | 80               | 26                   |